# Telecomunicações do Ceará
Telecomunicações do Ceará S/A (TELECEARÁ) foi a empresa operadora de telefonia do sistema Telebras no estado de Ceará antes do processo de privatização em julho de 1998.

## História
Em setembro de 1891 é instalada a Empreza Telephonica do Ceará, para atender a capital Fortaleza, sob a responsabilidade da firma Pamplona, irmãos e Cia.
Criada pela lei estadual no 3.934, de 3/11/1971, a Companhia Telefônica do Ceará - Cotelce, que incorporou a Companhia de Telecomunicações do Ceará - Citelc e a Companhia Telefônica de Fortaleza - CTF.
Em 26 de maio de 1972 a portaria ministerial no 331 designou a Cotelce como empresa-pólo de integração das demais empresas concessionárias de telecomunicações no Estado do Ceará.
A partir de 18 de maio de 1973, deixou de ser sociedade de economia mista e passou a ser uma sociedade anônima de direito privado, subsidiária da Telebrás e vinculada ao Ministério das Comunicações.
Por decisão da assembléia geral extraordinária de acionistas, em 13/12/1974, mudou de denominação para Telecomunicações do Ceará S/A - Teleceará. Era uma sociedade anônima de capital fechado, prestando serviços de telecomunicações nos setores de telefonia básica urbana e interurbana,telefonia móvel celular e comunicação de dados: atendia a 1055 localidades em todo o Estado do Ceará e contando com um capital social composto por 2.050.220.997 ações (31.12.1996), das quais a Telebras detinha 79,44%.
O Sistema Telebrás foi privatizado no dia 29 de julho de 1998 em função de uma mudança constitucional no ano 1995, e com a promulgação da Lei Geral de Telecomunicações, que visava a ampliação e a universalização dos serviços de comunicação e o enxugamento da máquina estatal brasileira. Desta forma, a Teleceará e sua subsidiária de telefonia móvel digital, Teleceará Celular, foram privatizadas. A Teleceará foi vendida para a Tele Norte Leste S/A, formando a Telemar, empresa de telecomunicações que operou de 1998 até 2007, e a Teleceará Celular foi vendida para a TIM. 
Atualmente, a Tele Norte Leste S/A tem seus produtos comercializados com a marca Oi.

## Serviços

### Serviços de telefonia
Serviços básicos
- Tráfego DDD/Local
- Plataformas de voz e texto
- Débito Automático em Conta Corrente
- CPA
- BINA

#### Caixa Eletrônica de Voz - SPM
Era uma caixa eletrônica de mensagens, associada a terminal fixo ou móvel, destinada a armazenar e enviar mensagens de voz (Voice Mail). As informações podiam ser recuperadas através de qualquer telefone (fixo ou móvel). Podia funcionar também como uma espécie de secretária eletrônica.

#### Busca Automática
Este serviço permitia a programação de várias linhas telefônicas em um único número chave. Desta forma, todas as chamadas chegavam automaticamente à linha que estiver livre, evitando discagens sucessivas para números diferentes. O processso de realização de chamadas permanece inalterado.

#### TELECARD
Cartão de crédito das empresas do sistema TELEBRÁS que permitia ao seu detentor efetuar ligações interurbanas e internacionais a partir de qualquer telefone, bastando para isso ligar para: 0800111+senha.

#### Telefonia Celular Rural Fixa - RURALCEL
Serviço destinado a sítios, fazendas ou qualquer propriedade rural ainda não atendida pela telefonia convencional.

#### Pag-Fácil - O Caixa Rápido da TELECEARÁ
Facilitava o pagamento da conta telefônica.O cliente depositava na caixa um cheque com o valor exato da conta, nominal à Teleceará , indicando no verso o número do(s) telefone(s) a ser(em) pago(s).A conta devia ser paga até à meia-noite do dia do vencimento.

### Serviços de Dados

#### Comunicação de Dados Comutada por Pacotes - CEARÁPAC
Podia ser acessado via rede telefônica ou circuito dedicado usando-se diversos protocolos, velocidades e códigos.

#### Serviço de Comunicação de Dados - Alta Velocidade
Serviço dedicado e ponto-a-ponto, prestado através de circuitos privativos, em meio digital, 24h por dia, em caráter permanente, temporário ou eventual. 

#### Vídeo Texto
Sistema interativo que permitia ao seu usuário acessar bancos de dados de empresas associadas, através de equipamentos especiais ligados à linha telefônica.

#### Rede Digital de Serviços Integrados - RDSI
Rede Integrada de Telefonia que proporcionava Conectividade Fim a Fim , para suportar uma variedade de Serviços Vocais e Não Vocais, aos quais os usuários tinham acesso através de Interfaces Padronizadas.

#### Pabx Virtual (CENTREX)
Serviço análogo ao prestado por CPCT (Central Privada de Comutação Telefônica). Consistia de um software agregado à central pública de comutação telefônica, cujos ramais estivessem nas dependências dos clientes. Este CPCT Virtual oferecia todas as facilidades encontradas nas modernas CPCT digitais, inclusive a possibilidade de acesso aos serviços suplementares. 

## Espaço Cultural
O Espaço Cultural Teleceará foi criado no dia 1º de setembro de 1986 com o objetivo de contribuir para o desenvolvimento das artes, de uma maneira geral, no Estado do Ceará. Com esta meta, vem estimulando, difundindo e preservando atividades nas áreas das Artes Plásticas, Música, Teatro, Dança, Cinema e Vídeo, entre outros.
Foi também em 1986 que surgiu o Concurso Talento, que já premiou 32 artistas e conquistou o respeito da comunidade como uma das mais importantes iniciativas de incentivo à produção cultural cearense.
A décima edição do Concurso Talento foi lançada em outubro/96 e os autores dos três melhores trabalhos (modalidades de pintura, desenho e gravura) escolhidos por um júri, receberam em 27/11/96, cada um, prêmio no valor de R$ 2 mil.
O Concurso Talento era aberto à participação de artistas plásticos, profissionais ou não, residentes e domiciliados no Estado do Ceará.
Em dez anos de intensa atividade, o Espaço Cultural Teleceará realizou 636 eventos: 137 exposições (de artistas locais, nacionais e estrangeiros); exibiu 247 filmes nacionais e estrangeiros; vídeos; apresentou 99 musicais, além de espetáculos teatrais, de dança e recitais de poesias. O local é utilizado também para lançamentos de livros, feiras e palestras, principalmente das áreas de telecomunicações e informática. Compareceram a estes eventos mais de 139 mil pessoas. Criado e coordenado pelo Departamento de Comunicação Social, o Espaço Cultural Teleceará provou ter sido um eficiente instrumento de Relações Públicas da Teleceará.